# Giuseppe Vigne di Saint-André
Giuseppe Ignazio Baldassarre Vigne, barone di Sant-André (... – Torino, 24 dicembre 1810), è stato un avvocato italiano, sindaco di Torino nel 1792 e 1793.

## Biografia
Figlio di Ignazio e di Enrichetta Bertolero, fu nominato barone di Sant'André nel 1785.
Fu sindaco di Torino nel 1792-93, con Ercole Cacherano d'Osasco.
Rimase coinvolto nell'amministrazione cittadina anche durante l'occupazione francese.
Morì senza figli nel 1810.